# Atletismo nos Jogos Pan-Americanos de 1975 - 1500 m feminino
A prova dos 1500 m feminino nos Jogos Pan-Americanos de 1975 foi realizada na Cidade do México, México.

## Medalhistas
| Ouro                              | Prata                    | Bronze                     |
| Janice Merrill USA Estados Unidos | Thelma Wright CAN Canadá | Abigail Hoffman CAN Canadá |

## Resultados
| Posição           | Nome              | Nacionalidade      | Tempo   | Notas |
| ----------------- | ----------------- | ------------------ | ------- | ----- |
| Medalha de ouro   | Janice Merrill    | USA Estados Unidos | 4:18.32 |       |
| Medalha de prata  | Thelma Wright     | CAN Canadá         | 4:22.32 |       |
| Medalha de bronze | Abigail Hoffman   | CAN Canadá         | 4:26.25 |       |
| 4                 | Cindy Bremser     | USA Estados Unidos | 4:31.73 |       |
| 5                 | Ana María Nielsen | ARG Argentina      | 4:37.80 |       |
| 6                 | Thelma Zúñiga     | CRC Costa Rica     | 4:48.67 |       |
| 7                 | Ileana Hocking    | PUR Porto Rico     | 4:51.47 |       |
| 8                 | Evasol Vallejo    | MEX México         | 4:57.61 |       |